# Afrothismia saingei
Afrothismia saingei là một loài thực vật có hoa trong họ Burmanniaceae. Loài này được T.Franke mô tả khoa học đầu tiên năm 2004.